# 22566 Irazaitseva
22566 Irazaitseva este un asteroid din centura principală de asteroizi.

## Descriere
22566 Irazaitseva este un asteroid din centura principală de asteroizi. A fost descoperit pe 20 aprilie 1998 la Socorro, New Mexico, în cadrul proiectului LINEAR. Asteroidul prezintă o orbită caracterizată de o semiaxă mare de 2,23 ua, o excentricitate de 0,13 și o înclinație de 2,6° în raport cu ecliptica.